# Vacinação durante a gravidez
Imunização durante a gravidez ou vacinação durante a gravidez é a administração de uma vacina a uma pessoa grávida. Isso pode ser feito tanto para proteger o indivíduo contra doenças quanto para induzir uma resposta de anticorpo, de forma que os anticorpos atravessem a placenta e proporcionem imunidade passiva ao bebê após o nascimento. Em muitos países, incluindo os Estados Unidos, Canadá, Reino Unido, Austrália e Nova Zelândia, a vacinação contra gripe e coqueluche é rotineiramente oferecida durante a gravidez. Durante a pandemia de COVID-19, quase todos os países ofereceram vacinas contra a COVID-19 para gestantes, mas, na era pós-pandêmica, alguns países, incluindo o Reino Unido, deixaram de oferecer vacinas contra a COVID-19 por motivos de custo-benefício. Uma nova vacina contra o vírus sincicial respiratório foi recentemente desenvolvida para uso na gravidez e é oferecida em países como Estados Unidos, Canadá, Reino Unido, Austrália e Argentina.
Outras vacinas podem ser oferecidas durante a gravidez quando viagens ou exposição ocupacional a organismos causadores de doenças justificarem isso. No entanto, certas vacinas são contraindicadas na gravidez. Isso inclui vacinas que contêm organismos atenuados vivos, como as vacinas tríplice viral e BCG, uma vez que existe um risco potencial de que possam infectar o feto.

## Vacinação contra tétano e coqueluche na gravidez
Recém-nascidos apresentam maior risco de infecção, especialmente antes de receberem suas primeiras vacinas infantis. Por essa razão, certas vacinas são oferecidas durante a gravidez a fim de induzir uma resposta de anticorpos, resultando na passagem de anticorpo pela placenta e para o feto: isso confere imunidade passiva ao recém-nascido. Já em 1879, foi observado que bebês nascidos após vacinação contra varíola durante a gravidez estavam protegidos contra a doença. No entanto, a vacinação original contra a varíola nunca foi amplamente utilizada durante a gravidez porque, sendo uma vacina viva, seu uso é contraindicado.
O tétano é uma infecção bacteriana causada pelo Clostridium tetani. Recém-nascidos podem ser infectados por meio do coto umbilical não cicatrizado, especialmente quando o cordão umbilical é cortado com instrumento não estéril, e desenvolver uma infecção generalizada. A vacina toxoide tetânico foi licenciada para uso em 1938 e, na década de 1960, observou-se que a vacinação contra tétano na gravidez podia prevenir o tétano neonatal. Ensaios subsequentes mostraram que a vacinação de gestantes reduz em 94% as mortes de bebês por tétano. Em 1988, a Assembleia Mundial da Saúde aprovou uma resolução para utilizar a vacinação materna a fim de eliminar o tétano neonatal até o ano 2000. Embora o tétano neonatal ainda não tenha sido eliminado, em 2017 houve uma estimativa de 31.000 mortes anuais de bebês por tétano, contra 787.000 em 1987.
A coqueluche, ou pertussis, é uma doença respiratória contagiosa causada pela bactéria Bordetella pertussis. É fatal em cerca de 0,5% dos bebês nos EUA. A primeira vacina contra coqueluche foi desenvolvida na década de 1930, e na década de 1940 um estudo mostrou que a vacinação na gravidez protegia os bebês de desenvolver a doença.
As vacinas contra tétano e coqueluche são geralmente administradas em combinação durante a gravidez, por exemplo como a vacina DTaP (que também protege contra difteria) ou a vacina quádrupla (que também protege contra difteria e poliomielite).

## Vacinação contra influenza na gravidez
Gripe é uma infecção respiratória causada pelos vírus da gripe. Mulheres grávidas são desproporcionalmente afetadas pela gripe: na pandemia de 1918, taxas de mortalidade de até 27% foram relatadas nesse grupo e, na pandemia de 1957, quase 20% das mortes em grávidas foram atribuídas à gripe. Na pandemia de 2009, mesmo com avanços médicos, mulheres grávidas representaram uma porcentagem desproporcionalmente alta de mortes.
A vacina contra a gripe foi usada pela primeira vez no exército dos EUA em 1938 e, depois, na população civil a partir da década de 1940. Dado o risco aumentado de gripe durante a gravidez, órgãos de saúde pública nos EUA recomendaram que mulheres grávidas fossem priorizadas para vacinação contra a gripe desde a década de 1960, com o CDC endossando a recomendação a partir de 1997. No entanto, apenas em 2005 um ensaio clínico randomizado demonstrou formalmente a eficácia da vacinação contra a gripe na gravidez.
Após a pandemia de 2009, tanto a Austrália quanto o Reino Unido adicionaram a vacinação contra a gripe ao calendário recomendado para gestantes.

## Vacinação contra a COVID-19 na gravidez
Ver também
COVID-19 é uma infecção respiratória causada pelo vírus SARS-CoV-2. Antes das vacinas contra a COVID-19 estarem disponíveis, mulheres grávidas que contraíam a doença tinham maior risco de necessitar de cuidados intensivos, ventilação invasiva ou ECMO, mas não de morte. A infecção aumentava significativamente o risco de parto prematuro, natimorto e pré-eclâmpsia.
A vacinação contra a COVID-19 durante a gravidez é segura e está associada a níveis reduzidos de risco de natimorto, parto prematuro e internação do recém-nascido em unidade de terapia intensiva. A vacinação pode prevenir a infecção por COVID-19 durante a gravidez, embora esses benefícios imunológicos não sejam transmitidos ao bebê.
As vacinas de mRNA contra a COVID-19 foram lançadas em dezembro de 2020. Nesse momento, em reconhecimento aos riscos da COVID-19 na gravidez, os EUA e Israel ofereceram as vacinas a todas as gestantes pouco depois, e os primeiros dados de segurança e eficácia vieram, portanto, dessas vacinas e desses países.

## Vacinação contra RSV na gravidez
O vírus sincicial respiratório é um vírus que causa infecções no trato respiratório, sendo a principal causa de bronquiolite e pneumonia em bebês e crianças com menos de 5 anos. Uma vacina de proteína de pré-fusão F do RSV (RSV pre-F), Abrysvo, foi recentemente desenvolvida para uso na gravidez. Em ensaios clínicos, essa vacina apresentou eficácia de 81,8% contra RSV grave em bebês com menos de 90 dias e de 69,4% em menores de 180 dias. Os primeiros países a implementar programas de vacinação contra RSV na gravidez foram os EUA e a Argentina, e agora ela está sendo mais amplamente aplicada, incluindo no Canadá, Reino Unido, e Austrália.

## Vacinação contra rubéola para prevenir doença fetal
A rubéola, ou sarampo alemão, é uma infecção causada pelo vírus da rubéola. Na infância, geralmente causa uma doença leve, mas a infecção durante a gravidez pode resultar em infecção fetal ou na síndrome da rubéola congênita, que provoca mortes neonatais, surdez, cegueira e deficiências intelectuais. A primeira vacina contra a rubéola foi licenciada em 1969, com seu desenvolvimento impulsionado principalmente pelo grande impacto da rubéola congênita na década de 1960.
Como a vacina contra a rubéola é uma vacina de vírus vivo atenuado, existe um risco teórico de que possa causar infecção fetal, embora isso nunca tenha sido observado. Portanto, a vacinação contra a rubéola é geralmente evitada durante a gravidez. Em vez disso, a vacinação é oferecida a crianças para reduzir a circulação do vírus da rubéola e/ou a adolescentes, para reforçar sua imunidade antes de engravidarem.